# The Interrupted Honeymoon (film 1913 Young)
The Interrupted Honeymoon è un cortometraggio muto del 1913 diretto da James Young.

## Produzione
Il film fu prodotto dalla Vitagraph Company of America.

## Distribuzione
Distribuito dalla General Film Company, il film - un cortometraggio di 150 metri - uscì nelle sale cinematografiche statunitensi il 17 gennaio 1913 e in quelle del Regno Unito il 26 aprile 1913.
Nelle proiezioni, veniva programmato con il sistema dello split reel, accorpato in un'unica bobina con un altro cortometraggio prodotto dalla Vitagraph, la commedia His Wife's Relatives.